# إريك أولريش
اريك أولريش (بالإنجليزية: Eric Ulrich)‏ هو عالم سياسة أمريكي، ولد في 13 فبراير 1985 في Ozone Park ‏ في الولايات المتحدة.